# 1621 Druzhba
1621 Druzhba eller 1926 TM är en asteroid i huvudbältet, som upptäcktes 1 oktober 1926 av den sovjetiske astronomen Sergej Beljavskij vid Simeiz-observatoriet på Krim. den är uppkallad efter det ryska ordet Druzhba, vilket betyder vänskap.
Asteroiden har en diameter på ungefär 12 kilometer och den tillhör asteroidgruppen Flora.